# Смотра бошњачких народних игара
Смотра бошњачких народних игара (СБОНИ) је национална културна манифестација санџачких Бошњака. Једна је од три традиционалне манифестације основане у циљу очувања, унапређења и развоја посебности и националног идентитета бошњачке националне заједнице. Манифестацију је 2006. године основало Бошњачко национално вијеће. Одржава се 10. и 11. маја у Новом Пазару у оквиру обиљежавања Дана бошњачке националне заставе. Манифестација има за циљ неговање богатог фолклорног наслеђа народа овог краја. Окупља фолклорне ансабле из Србије и Црне Горе као и госте из Босне и Херцеговине, Турске, и других земаља.